# チャイニーズタイペイ
チャイニーズタイペイ（英語: Chinese Taipei、フランス語: Taipei chinois、IOCコード：TPE）もしくは中華台北（ちゅうかタイペイ/ちゅうかたいほく、繁体字中国語: 中華臺北/中華台北）は、オリンピックをはじめとした国際的なスポーツ大会や国際機関などの国際的な場で用いられる中華民国（台湾）を示す呼称。中華民国が国際社会における「中国」としての地位を失い外交的孤立に追い込まれた1970年代以降、同国が国際社会に参加するため、主権・国家承認問題を棚上げする妥協案として使用され始めた。

## 使用の経緯
中華民国は、1949年の中華人民共和国建国後も国際連合等の国際機関における「中国」の代表権を維持していた。だが、1972年のアルバニア決議で国連における中国の代表権を失い事実上追放されると、国際オリンピック委員会（IOC）等その他国際機関における地位も修正を迫られた。
中華民国政府は「中華民国が中国全土を代表する国家である」という建前から「中華民国」という名称で国際機関に参加してきた。だが、実際には中華民国が中国全土を実効支配していないことなどから、1970年代以降「中華民国」という名称が国際社会で受け入れられなくなっていった。しかし一方で、中華民国が実効支配している地域に基づいて「台湾」という名称を使うことは、中華民国・中華人民共和国のいずれもが主張する「一つの中国」論に反する行為であると見なされていた。そのため、中華民国は国際機関で「中華民国」と「台湾」のいずれの名称も用いることができなくなり、それらに代わる名称が求められるようになった。
最初に「チャイニーズタイペイ（中華台北）」という名称が使われたのは、1979年（民国68年）、日本の名古屋で開かれたIOC執行委員会にて「名古屋決議」が議決された時である。名古屋決議では、中華民国（台湾）の国内オリンピック委員会（NOC）である「中華オリンピック委員会」が対外的に「チャイニースタイペイオリンピック委員会」（英: Chinese Taipei Olympic Committee、フランス語: Comité olympique de Taipei chinois）」の名称、中華民国の国旗・国歌とは異なる、IOCに承認された旗・歌を使用して残留することを条件に、大陸側の中国オリンピック委員会をIOCに復帰させることが取り決められた。

## 使用方式の確定と使用状況
「中華民国」としてではなく「Chinese Taipei（チャイニーズタイペイ）」名義を用い、青天白日満地紅旗（国旗）や中華民国国歌を使用せずに国際的な場に参画することを奧會模式（オリンピック方式またはオリンピック委員会方式、Olympic model, Olympic Protocol）と称する。国旗や国歌が必要な場では、国旗の代わりにオリンピック委員会旗を、国歌の代わりにオリンピック委員会会歌を使用する（後述）。入場などの順序はNOC名簿の排列とIOCコード「TPE」により「T」グループとして扱う。これにより「C」グループに属する中華人民共和国とは離れる。ただし、「チャイニーズ」の中国語表記は「中華」と「中国」の2通りがあり、どちらを用いるかで対立が生じている（後述）。
オリンピック方式の確定後、中華民国はIOCや国際パラリンピック委員会（IPC）、及びアジアオリンピック評議会（OCA）が主催する各種総合競技大会に参加できるようになった。また、オリンピック・パラリンピック委員会が関与しない国際競技大会においても、中華民国の競技団体は同様の方式で参加している。更に、オリンピック方式はスポーツ以外の場でも使用されており、中華民国がアジア太平洋経済協力（APEC）、関税及び貿易に関する一般協定（GATT）へのオブザーバー参加、世界貿易機関（WTO）への加入、経済協力開発機構（OECD）の一部委員会への参加など、国際機関（政府間組織）や国際的な民間組織で活動する際にも用いられている（具体的事例）。ただし、国際機関によっては「チャイニーズ台北」以外の名称を用いている。（具体的事例）。

## オリンピック委員会の会旗と会歌

チャイニーズタイペイオリンピック委員会の旗

1981年にIOCと中華オリンピックが取り決めたローザンヌ協定により、チャイニーズタイペイオリンピック委員会が主管するオリンピックやアジア競技大会等の大会へ中華民国の選手が「チャイニーズタイペイ代表」として出場する際、代表団は中華民国の国旗の代わりにチャイニーズタイペイオリンピック委員会旗（中華奧林匹克委員會會旗）を、中華民国国歌の代わりにチャイニーズタイペイオリンピック委員会歌（中華奧林匹克委員會會歌）を、それぞれ使用することになっている。
チャイニーズタイペイオリンピック委員会旗は、その意匠から梅花旗と呼ばれることがある。白地の旗で、国旗に使われる青白赤の三色で中華民国の国花（中華民國國花）である梅をかたどり、その中に青天白日の紋章とオリンピックシンボルである五輪をあしらったオリンピック委員会のエンブレムを中央に配置している。また、チャイニーズタイペイオリンピック委員会歌は、既存の国旗歌である中華民国国旗歌のメロディを流用しているが、歌詞はオリンピズムとオリンピックへの参加を称える内容へと改められている。委員会旗と委員会歌は、中華オリンピック委員会が関与しないスポーツ大会でも同様に使用されており、過去の例としてバレーボール世界選手権、ワールドベースボールクラシック、FIFAワールドカップ・予選などがあげられる。ただし、パラリンピックやユニバーシアード等の一部大会では、梅花旗の意匠を基調とした独自の代表旗を制作・使用している（詳細）。

## 呼称問題
「Chinese Taipei」を中国語でどう表記するかは政治的にデリケートな問題である。
チャイニーズタイペイオリンピック委員会の名称は、対外名称である英語名称は「Chinese Taipei Olympic Committee」とされるが、国内向けの中国語名称では「台北」の文字を使わず「中華奧林匹克委員會（中華オリンピック委員会）」としている。他の競技統括団体では、オリンピック委員会同様、英語名称に「Chinese Taipei」を使うが、中国語名称を「中華民國○○協會」としている場合が多い。
台湾では自国の代表チームを「中華隊（中華チーム）」と呼ぶのが一般的である。台湾本土化を支持する泛緑系のメディア（自由時報など）では「台湾隊」という呼称を使用している。
中国大陸では、試合会場などの公式な場では「中華台北」を使用する一方で、報道などでは「中国台北」と呼ぶべきであるとされた。大陸では同じ文脈で香港を「中国香港」、マカオを「中国澳門」と呼ぶ。公式・対外的な場で中国語での呼称として「中国台北」が使われた場合には、台湾側が抗議を申し入れたことがある。
北京オリンピック直前の2008年7月、台湾側がこの呼称問題により、開会式・大会のボイコットを示唆したことを受けて、大陸側も譲歩し新華通訊社、華僑向けの中国新聞社（中新社）といった国営通信社をはじめ、大陸メディアの配信記事にも「中華台北」の名称が見られるようになった。北京オリンピック以前、「中華台北」という名称がメディアによって使われたのは、香港などに限られた。ただし香港においても大公報・文匯報といった大陸系メディアは「中国台北」を使った。

### 北京側の「中国台北」への回帰
中華民国外交部は、「Chinese Taipei」を「中華台北」と訳すべきであるとしている。2008年、中華人民共和国国務院台湾事務弁公室（国台弁）のスポークスパーソン楊毅はこれに対し、「中国台北」も「中華台北」も「Chinese Taipei」の中国語訳であり、オリンピック委員会の取り決めは、その範囲外で大陸の組織団体・個人が「中国台北」を使う権利には及ばず、「中国台北」は台湾の矮小化だとの指摘は当たらないと説明した。同時に楊は、北京オリンピック組織委員会の文書などでは、台湾のスポーツ団体・組織を指す場合「中華台北」の表記に統一されているとした。
2016年5月に蔡英文総統が就任してからしばらくの間は「中華台北」の呼称に変更はなかったが、中華人民共和国政府と中華民国政府との間に九二共識について意見の隔たりが出てくると、両者の関係は緊迫し、中国大陸のメディアは再び「中国台北」を使うようになった。
新華社が出した《新華社新聞信息報導中的禁用詞和慎用詞（2016年7月修訂）》（報道における使用禁止用語と要注意用語〈2016年7月修訂〉）の66番目の項目には「国でなくとも参加できる国際機関や経済貿易・文化・スポーツに関する民間の国際組織の中の台湾の組織は『台湾』または『台北』と呼んではならず、『中国台北』『中国台湾』と呼称しなければならない。特殊な事情で『中華台北』を使う場合には事前に外交部と国台辦の指示を仰ぐこと」とあるという。
2017年4月、中国中央電視台など中国の官製メディアがスポーツ中継で台湾を「中華台北」でなく「中国台北」と呼ぶようになったことについて、中華民国行政院大陸委員会の張小月主任委員は「大陸メディアが一方的にわれわれの名称を（「中国台北」と）矮小化しているのを受け入れることは決してできない。台湾は断じて中国大陸の一部ではない。大陸側に正式に抗議する」と発言した。

### 台湾での状況
中華民国政府は自らが中国全土を代表する正統政府であると主張しており、中国全土を代表するはずの国家が「台湾」を称することはその正統性を脅かすこと（「法理独立」）に繋がる。そのため、中国国民党の一党独裁時代の中華民国には「台湾」や「フォルモサ」という名義・名称は受け入れられなかった。当時中華民国では民間団体であっても全国的なものの名称に「台湾」を使うことはできず、「中華民国」、「中国」または「中華」を使用しなければならなかった。
本省人である李登輝総統が政権基盤を固め始め、「來自台灣的總統（台湾から来た総統）」としてシンガポールを訪問し「務實外交（現実外交）」を展開するようになる1989年3月以降、状況に次第に変化が見られるようになる。
2007年4月、陳水扁総統は、台湾在外ビジネス団体の帰国訪問団との会見で「中華台北（チャイニーズタイペイ）」について「奇妙な名称」とし、オリンピックで台湾の名を使用できないことについて「歴史的な要素があり、また当時もさまざまな現実を考慮してのことだった」としながらも「不公平な待遇」と述べ、台湾への改称（台湾正名運動）に意欲を見せた。
2008年4月、馬英九は総統就任を前に中央通訊社とのインタビューで世界保健機関（WHO）加盟問題について、「外交部は『中華台北』を用いるなと言うが、問題は『中華台北』以外の名称で（加盟に）成功したことがあるのか。『中国台北』というさらに受け入れがたい名称のほか、現在『中華台北』より適切な（参加可能な）ものがあるだろうか」と述べ、「中華台北（Chinese Taipei）」について国際社会で受け入れられる「適切な名称」であるとの認識を示し、台湾名義の使用は今後推進しないとの考えを述べた。
2018年11月24日、東京オリンピック・パラリンピックにおける選手団名称を「台湾」に変更し、IOCへ申請する是非を問う国民投票が統一地方選挙と併せて行われた。その結果、反対票が賛成票を100万票近く上回り、否決された。IOCは投票前に「チャイニーズタイペイ」は1981年の協定で台湾側も合意して決定した名称であり、その内容に反した名称の変更は外的勢力の干渉とみなすとして、名称変更を認めず、変更した場合には権利を停止または剥奪する可能性があると警告していた。チャイニーズタイペイ・オリンピック委員会は国民投票を政治行為であると位置付け、（「台湾」への名称変更は）IOCとの協定を破ることになり、オリンピック参加資格が停止される可能性を指摘した。また、オリンピックの独立参加選手団として参加した場合、コーチなどのバックアップを受けられないため不利であるとし、出場資格を守るために断固反対する、と反対投票を呼び掛けた。
2021年8月10日、台湾のシンクタンクである台湾制憲基金会が台湾で実施した世論調査の結果を発表し、東京オリンピックで中華民国（台湾）の「国名」を使用できなかったことを「遺憾」とした回答が82.5%だった。台湾は、東京オリンピックでこれまで通り「チャイニーズタイペイ」の名称で参加したが、同調査によると65.1%の人が「台湾」と呼んでおり、「チャイニーズタイペイ」と呼んでいた人は25.7%だった。国旗や国歌を使用できないことを残念に感じている人は80%以上に上った。

## 日本語での取り扱い
日本語では、公式の場面では「チャイニーズタイペイ」「中華台北」も用いられるが、それ以外では単に「台湾」と表記されることが多い。
2021年7月23日に行われた東京オリンピックの開会式の台湾選手団の入場行進は、プラカードの表記は英語と日本語ともに「チャイニーズタイペイ」で、NHKが放映していた国際映像も字幕は「CHINESE TAIPEI」だったが、開会式を生中継していたNHKの特別番組で司会を担当した同局アナウンサーの和久田麻由子は「チャイニーズタイペイ」選手団を「台湾です」と紹介した。また、2022年2月4日の北京オリンピックの開会式、2024年7月26日のパリオリンピックの開会式でもNHKでは同様に「台湾です」と紹介した。
東京大会の開会式後、台湾ではチャイニーズタイペイの呼称に反発があるため、台湾メディアは「台湾に誇りの瞬間をもたらした」と歓迎する一方、中国共産党機関紙『人民日報』傘下の『環球時報』は「（NHKは日本の）公共放送として『一つの中国』を損なうような報道はすべきでない」などと反発する記事を配信した。

## 使用例

### スポーツ
- 国際オリンピック委員会 (IOC) [23]
- 国際パラリンピック委員会 [24]
- 国際大学スポーツ連盟（ユニバーシアード）[25]
- 国際アイスホッケー連盟 (IIHF) [26]
- 世界空手道連盟 (WKF) [27]
- 国際剣道連盟 (FIK) [28]
- 国際サッカー連盟 (FIFA) [29]
- 国際自転車競技連合 (UCI) [30]
- 世界シャンチー連合会 (WXF)
- 国際柔道連盟 (IJF) [31]
- 国際ソフトボール連盟 (ISF)
- 国際綱引連盟 (TWIF) [32]
- 国際テニス連盟 (ITF)
- 国際バスケットボール連盟 (FIBA) [33]
- 世界バドミントン連盟 (BWF) [34]
- 国際バレーボール連盟 (FIVB) [35]
- 世界野球ソフトボール連盟(WBSC)
- ワールド・ベースボール・クラシック (WBC) [36]
- ワールドラグビー (WR) [37]

### 国際機関
- 経済協力開発機構 (OECD) [38]
- アジア太平洋経済協力 (APEC) [39]

### 非政府組織
- 国際水協会（IWA）[40]

### ミス・コンテスト
- ミス・アース [41]
- ミス・インターナショナル [42]
- ミス・ユニバース … 台湾代表の名称の変遷がWikipedia中国語版「環球小姐」にまとめられている。

## 同趣旨で用いられる名称
中国台北 (Taipei, China)
アジア開発銀行 
- 中華民国は創設以来のメンバーだったが、1986年に中華人民共和国が加盟した際、「中国台北」名義に変更された。これに抗議して中華民国側は1986年、1987年の総会をボイコット、1988年のマニラ総会から復帰、1989年には北京総会に出席。

台澎金馬個別関税領域 (Separate Customs Territory of Taiwan, Penghu, Kinmen and Matsu)
世界貿易機関 
- 日本語には「台湾・澎湖・金門・馬祖独立関税地域」などと訳される。英文略称として「TPKM」以外に「Chinese Taipei」も使われる。中華民国は、前身であるGATTの1948年創設時のメンバーだったが、1950年に脱退し、国連脱退までオブザーバー参加を続けた。1990年GATT復帰を申請する際、「政治問題化するのを避けるため」として、この名称を使用した。申請から12年後の2002年に加盟。
- 台湾（中華民国）の国民が作成した著作物が日本の著作権法により保護されるかどうかについて、台湾が「台湾、澎湖諸島、金門及び馬祖から成る独立関税地域」としてWTO協定に加入し、これにより著作権を含む知的財産権を保護するTRIPS協定が台湾について効力が生じているため、日本においても保護される旨日本の裁判所で判示されている。
- 「台澎金馬」は、中華民国の実効支配地域としての「台湾地区」「中華民国自由地区」を指す名称として、民間で使われることもある。例えば東立出版社が出版する日本漫画の翻訳本には、販売を台湾地区に限定する旨「僅限台澎金馬地區發行販售」と注記されている。ただし併記されている英文では「TAIWAN」となっている。

中国台湾省 (Taiwan, Province of China)
国際標準化機構
- ISO 3166-2:TWは「中国台湾省」と登録されている。また「中華人民共和国台湾省」としてはCN-71で登録されている。台湾ではISOに修正を求める運動が起きている。

世界保健機関
- 2011年5月に内部通達で「中国台湾省」と呼んでいたことがわかり、中華民国側から抗議を受けている。台湾は2009年から2016年までWHOの年次総会に「中華台北」名義でオブザーバー参加しているが、蔡英文政権の発足後、締め出されるようになった。

台北経済文化代表処
- 中華民国が国交のない国に設置し、実務関係を処理する窓口機関（在外代表部）。名称は一定しないが多くの場合「台北」を冠する。

在台北 (Located in Taipei)
中国地理学会（旧称）
- 元々、台湾側の中国地理学会が国際地理学連合の正会員であったが、中国側にも同名の中国地理学会が設立され、両岸で協議の結果、中国語名称はそのまま、英語名称を「The Geographical Society of China Located in Taipei」（在台北中国地理学会）とすることで合意したという経緯があるが、2022年1月に「中華民国地理学会」へ改名した。他にも、中国化学会（Chemical Society Located in Taipei、在台北化学会）などがある。